# Marinus Mooij
Marinus Mooij (Apeldoorn, 16 maart 1850 - Ermelo, 16 juli 1918) was een Nederlands dominee, die een belangrijke rol speelde bij de opkomst van de Vrije Evangelische Gemeenten eind 19e eeuw. Zo was Mooij een van de opstellers van de ‘Beginselen’ op grond waarvan plaatselijke Vrije Evangelische Gemeenten in 1881 samen een bond gingen vormen. Hij was de jongere broer van Arend Mooij, die ook dominee was bij de Vrije Evangelische Gemeenten.
Mooij groeide op in een rechtzinnig hervormde omgeving maar maakte thuis kennis met de evangelisatiebeweging. Hij werd een leerling van dominee Witteveen. Nadat hij in onder meer aan de zendingsscholen in Bazel en van het Rijnlands Zendingsgenootschap te Barmen was opgeleid en in Bonn een jaar theologie had gestudeerd, werd hij voorganger van een kring 'Vrienden der Waarheid' in Winschoten. Hij won daar al snel de sympathie van de notabelen voor zijn werk onder de armen. 
Later werd hij voorganger in de Friese plaats Oude Leije. Net als Winschoten had ook Oude Leije de bijnaam 'Sodom van het Noorden'. Oude Leije lag op de grens van drie gemeenten, en werd door die gemeenten gebruikt om mensen aan de onderkant van de samenleving te huisvesten zoals armen, bedelaars, daklozen, alcoholverslaafden en weduwen en wezen. Alcoholverslaving was een groot probleem. Ook hier zette Mooij zich door middel van straatprediking, geldinzameling en evangelisatiebijeenkomsten in herbergen voor de armsten en alcoholverslaafden. De 'Vereniging tot verbreiding der waarheid' in Oude Leije bloeide onder Mooij op. Een paar jaar later vertrok Mooij naar Franeker. In deze periode werd hij geïnspireerd door de Brightonbeweging, de naam waaronder de heiligingsbeweging in de jaren 70 van de 19e eeuw een korte bloei kende in Nederland. Door zijn lezingen werd hij in deze periode bekend als spreker op conferenties in heel Nederland. Zijn bijeenkomsten in Franeker trokken landelijke aandacht, zeker nadat socialistische tegenstanders de kerk binnendrongen in een poging de eredienst te verstoren.
Op 20 december 1885 werd hij predikant van de precies twee maanden eerder opgerichte Vrij Evangelische Gemeente in Dordrecht. De Vrij Evangelische Gemeente was een kerk die sterk geïnspireerd was op de opwekkingskerken uit Engeland. Onder leiding van Mooij groeide de gemeente in Dordrecht snel. Er werd een kerk met pastorie en kosterswoning gebouwd. Ook hield Mooij zich bezig met zorg voor weduwen en wezen in Dordrecht en deelde hij in de winter brood en koffie uit aan honderden arme inwoners van de stad.
In 1900 moest Mooij om gezondheidsredenen terugtreden. Hij vertrok naar Varsseveld waar hij pensionhouder werd. Hier richtte hij zich vooral op de opvang van zendelingen, evangelisten en predikanten. Pas in 1905 begon hij weer regelmatiger te preken. Hij verhuisde in 1907 naar Arnhem. In 1910 werd hij predikant van de door Witteveen opgerichte zendingsgemeente in Ermelo, de moedergemeente van de Vrije Evangelische Gemeenten. In die plaats overleed hij in 1918. 